# Книга Бобы Фетта
«Кни́га Бо́бы Фе́тта» (англ. The Book of Boba Fett) — американский телесериал, созданный Джоном Фавро для Disney+. Сериал является спин-оффом интернет-сериала из франшизы «Звёздные войны» под названием «Мандалорец» с участием охотника за головами Бобы Фетта. Производством сериала занимается Lucasfilm, и он существует наряду с сериалом «Асока», также являющимся спин-оффом к «Мандалорцу».
События сериaлa происходят между вторым и третьим сезонaми «Мандалорцa», чaстично рaзвивaя сюжетные линии из него.
Темуэра Моррисон исполняет роль Бобы Фетта, также в сериале появляются Минг-На Вен и Педро Паскаль. Все они вновь исполняют свои роли из «Мандалорца» и других предыдущих работ по «Звёздным войнам». Было предпринято несколько попыток разработать отдельный фильм по «Звёздным войнам» про Бобу Фетта ещё до того, как Lucasfilm начало отдавать предпочтение своим сериалам, таким как «Мандалорец». Моррисон появился в роли Фетта вместе с Вен во втором сезоне «Мандалорца», а о потенциальном спин-оффе впервые сообщили в ноябре 2020 года. «Книга Бобы Фетта» была официально анонсирована в декабре 2020 года, и главными актёрами сериала стали Моррисон и Вен. К этому моменту съёмки сериала уже начались и продлились до июня 2021 года.
Премьера сериала состоялась 29 декабря 2021 года. Шоу состоит из семи серий и выходило еженедельно до 9 февраля 2022 года включительно. Оно получило сдержанно-положительные отзывы от критиков.

## Сюжет
Боба Фетт и Феннек Шэнд пытаются сделать себе имя в преступном мире галактики, захватив территорию, некогда контролируемую Джаббой Хаттом.

## Актёры и персонажи

### В главных ролях
- Темуэра Моррисон — Боба Фетт:
Новейший «даймё» Татуина, бывший охотник за головами и сын Джанго Фетта[3]. Моррисон сказал, что сериал был возможностью исследовать прошлое персонажа и показать, что с ним произошло между событиями «Возвращения джедая» (1983) и второго сезона «Мандалорца» (2020)[4]. Он сосредоточился на «кипящем виде насилия» Фетта и желании отомстить, а также на его одиночестве, которое было вызвано смертью его отца, когда он был юным. Это соответствует идее о том, что он находит новую семью в племени таскенских рейдеров в «Книге Бобы Фетта»[5]. Дэниэл Логан появляется в роли молодого Фетта в архивных кадрах из фильма «Звёздные войны. Эпизод II: Атака клонов» (2002)[6], в то время как Финнеган Гарай выступал в качестве дублёра на съёмочной площадке для молодого Фетта[7]. Моррисон также озвучивает солдат-клонов во флешбэке Грогу о Приказе 66[8].
- Минг-На Вен — Феннек Шанд: Элитная наёмница и убийца на службе у Фетта[3].
- Педро Паскаль — Дин Джарин / Мандалорец: Одинокий мандалорский охотник за головами, которому ранее помогали Фетт и Шанд в его пути[9].

### Повторяющиеся звёзды
- Мэтт Берри — голос 8D8: Пыточный дроид на службе у Фетта[10][11].
- Дэвид Паскеси — тви’лек-мажордом Мока Шайза, мэра Мос-Эспы на Татуине[11].
- Дженнифер Билз — Гарса Фуип: Тви’лек, руководящая кантиной под названием «Убежище» в Мос-Эспе[11].
- Кэри Джонс — Кррсантан: Вуки-охотник за головами и бывший гладиатор, который работал на Близнецов, кузенов Джаббы Хатта, пока его не нанял Фетт[12].

### Гостевые появления
- Стивен Рут — Лорта Пил: Торговец водой в Рабочем районе Мос-Эспы[13].
- Софи Тэтчер — Дрэш: Член группы киборгов, которые работают на Бобу Фетта[13].
- Джордан Болджер — Скад: Член группы киборгов, работающих на Фетта[13].
- Дэнни Трехо — дрессировщик ранкора Фетта[13].
- Стивен «Thundercat» Брунер — механик из Мос-Эйсли, спасший жизнь Шанд, заменив некоторые части её тела[14].
- Эмили Суоллоу — Оружейник: Лидер племени воинов-мандалорцев[9].
- Эми Седарис — Пели Мотто: Механик, управляющая космопортом в Мос-Эйсли[9].
- Розарио Доусон — Асока Тано, тогрута и бывший падаван Энакина Скайуокера[15].
- Тимоти Олифант — Кобб Вант: Маршал города Мос-Пелго, носивший броню Бобы Фетта[15].
- Кори Бёртон — голос Кэда Бэйна: Охотник за головами с планеты Дуро. Вживую роль исполняет Дориан Кинги[15].
- Марк Хэмилл — Люк Скайуокер: Мастер-джедай и сын Энакина Скайуокера[15]. На съёмочной площадке роль исполнил Грэм Хэмильтон[16].

Кроме того, Роберт Родригес озвучивает лидера трандошан Докка Страсси (сыгранного Стивеном Оянгом) и иторианца Мока Шайза, мэра Мос-Эспы. Фрэнк Тригг и Коллин Хаймс исполняют роли двух гаморреанских стражей на службе у Фетта. Мэнди Ковальски и Скайлер Байбл появляются в ролях Кэми Мэрстреп и Лейза Лоунознера соответственно, персонажей, сыгранных Коо Старк и Энтони Форрестом в удалённой сцене из IV эпизода (1977). Пол Сон-Хён Ли и Джон Фавро повторяют свои роли из «Мандалорца» (пилот Карсон Тева и голос Паза Визслы соответственно, вживую роль Визслы исполняет Тейт Флетчер), в то время как Макс Ллойд-Джонс, игравший Люка Скайуокера в «Мандалорце», появляется в качестве лейтенанта Рида. У. Эрл Браун также повторяет свою роль в качестве виквая, работающего барменом в Мос-Пелго. Также из «Мандалорца» перекочевал персонаж Грогу, чувствительный к Силе член той же расы, что и Йода, бывший подопечный Джарина, приводимый в движение различными постановщиками. Также появляется R2-D2.
Сэм Уитвер, актёр озвучки Дарта Мола в предыдущих проектах по «Звёздным войнам», озвучивает роль заключённого родианца, в то время как Стивен Стэнтон, не указанный в финальных титрах, озвучивает Пайка-путешественника, а роль самого персонажа исполняет Альфред Синг. Фил ЛаМарр озвучивает главарей Пайков и Клатунианцев. Уилл Кёрби также появляется в роли Каралеса, бывшего охотника за головами, посещающего кантину «Убежище».

## Эпизоды
| № | Название                                                                            | Режиссёр            | Автор сценария           | Дата премьеры   |
| --- | ----------------------------------------------------------------------------------- | ------------------- | ------------------------ | --------------- |
| 1 | «Глава 1: Чужак в чужой стране» «Chapter 1: Stranger in a Strange Land»             | Роберт Родригес     | Джон Фавро               | 29 декабря 2021 |
| Боба Фетт спасается из чрева Сарлакка, который проглотил его, но джавы крадут его мандалорскую броню и бросают его самого умирать. Затем Бобу берут в плен таскенские рейдеры. Ночью он предпринимает безуспешную попытку побега. Пять лет спустя, Фетт и Феннек Шанд берут под контроль криминальную империю Хаттов на Татуине. Получив дары от поселенцев, они посещают «Убежище», кантину в Мос-Эспе, которой владеет Гарса Фуип. После того, как они собирают дань с Фуип, на Фетта и Шанд нападают киллеры. Те дают отпор с помощью стражи, после чего Шанд преследует убегающих агрессоров. Во флэшбэке, Фетта и заложника-родианца заставляют рыться в песке в поисках чёрных дынь под присмотром таскена-подростка. Из песка появляется огромный монстр и убивает родианца, но прежде чем тот успевает убить таскена-охранника, Фетт убивает монстра. Подросток приносит в своё поселение голову существа, а лидер таскенов предлагает Бобе чёрную дыню. |                                                                                     |                     |                          |                 |
| 2 | «Глава 2: Племена Татуина» «Chapter 2: The Tribes of Tatooine»                      | Стеф Грин           | Джон Фавро               | 5 января 2022   |
| Фетт и Шанд допрашивают пойманного киллера и узнают, что его нанял Мок Шайз, мэр Мос-Эспы. Шайз отрицает это, однако предлагает заплатить Фетту и просит снова посетить «Убежище». Фуип сообщает Бобе, что двое кузенов Джаббы, известные как «Близнецы», хотят забрать его владения себе. Близнецы прибывают в компании вуки Кррсантана и пытаются запугать Фетта, но он отказывается подчиняться их требованиям. В бакта-камере Фетт вспоминает о том, как таскены учили его их стилю битвы и навыкам выживания в пустыне. После того, как на поселение напал Синдикат Пайков на поезде со спайсом, Боба украл несколько спидеров у банды Никто и научил таскенов ездить на них. Они напали на поезд пайков и остановили его, предупредив тех, что в будущем им придётся заплатить, если они появятся на территории таскенов. Чтобы тот стал членом племени таскенов, ящерица в голове Бобы отвела его к ветке, из которой он сделал свой собственный боевой посох. Затем Фетт прошёл обряд посвящения. |                                                                                     |                     |                          |                 |
| 3 | «Глава 3: Улицы Мос-Эспы» «Chapter 3: The Streets of Mos Espa»                      | Роберт Родригес     | Джон Фавро               | 12 января 2022  |
| Торговец водой Лорта Пил просит Фетта разобраться с бандой киборгов, крадущих его воду. Пил заявляет, что граждане Татуина всё ещё не уважают Фетта. Узнав, что у бандитов нет работы, Боба предлагает им поработать на него и просит Пила снизить цены на товар. Погрузившись в бакта-камеру, Фетт вспоминает о том, как он собирал дань с пайков от имени племени таскенов, а по возвращении обнаружил, что все члены племени были уничтожены бандой Никто. Воспоминание прерывается, когда на Бобу нападает Кррсантан. Фетт, Шанд, стража и киборги дают отпор и берут вуки в плен. Вскоре появляются Близнецы и заявляют, что Шайз пообещал отдать территорию Джаббы другому синдикату. Близнецы обещают покинуть Татуин и дарят Бобе ранкора. Отпустив Кррсантана и решив тренировать ранкора, Фетт вместе с Шанд и киборгами отправляется в Мос-Эспу с целью получить ответы от мэра. Они выясняют, что мэра нет в городе, мажордом сбегает и киборги по приказу Бобы бросаются в погоню. Когда мажордома настигают, он рассказывает им, что Шайз работает с пайками. Позднее, пайки прибывают в Мос-Эспа, и Фетт принимает решение готовиться к войне. |                                                                                     |                     |                          |                 |
| 4 | «Глава 4: Надвигающаяся буря» «Chapter 4: The Gathering Storm»                      | Кевин Танчароен     | Джон Фавро               | 19 января 2022  |
| Находясь в бакта-камере, Фетт вспоминает о том, как украл свой корабль, «Раб I», из дворца Джаббы, окружённого большим количеством охранников. Обнаружив находящуюся при смерти Шанд от ранения в живот, Боба доставляет её в Мос-Эйсли, где её спасают, заменив повреждённые части тела кибернетическими имплантами. Когда Феннек приходит в себя, Фетт просит её помочь ему попасть во дворец, ныне подвластный Бибу Фортуне. Вступив в схватку с охранниками и забрав «Раб I», Шанд решает остаться с Феттом. Они убивают байкеров, которые, по мнению Фетта, убили племя таскенов, а затем отправляются к сарлакку с целью вернуть броню Бобы. Шанд убивает напавшего сарлакка с помощью сейсмической бомбы, но Фетт не находит внутри него свою броню. В настоящем, Фетт встречает Кррсантана в «Убежище» и нанимает его. Во время банкета он призывает Докка Страсси, Гарфалокса и других криминальных авторитетов Мос-Эспы к борьбе с Синдикатом Пайков, но те отказываются. В присутствии ранкора, Фетт призывает их к нейтралитету и решает бороться с пайками в одиночку. Шанд предлагает собрать армию для неизбежной войны. |                                                                                     |                     |                          |                 |
| 5 | «Глава 5: Возвращение мандалорца» «Chapter 5: Return of the Mandalorian»            | Брайс Даллас Ховард | Джон Фавро               | 26 января 2022  |
| Выследив и устранив очередную цель, Дин Джарин отправляется в пристанище мандалорцев для получения дальнейших указаний. Там он встречает Оружейника и Паза Визслу, внимание которых привлекает чёрный световой меч, который Дин добыл в битве с моффом Гидеоном. Оружейник объясняет, что тот, кто получит меч в битве, достоин быть лидером Мандалора, хотя их народ и был уничтожен Империей. Оружейник переделывает бескарское копьё Джарина в подарок для Грогу, объяснив, что из бескара изготавливается броня, а не оружие. Визсла, потомок создателя тёмного меча, Тарре Визлы, вызывает Дина на дуэль за право носить меч. Джарин побеждает Визслу, но признаётся, что снимал свой шлем и тем самым нарушил кодекс мандалорца. Дина изгоняют из племени, и он отправляется на Татуин, чтобы встретиться с Пели Мотто, которая собирает для него корабль на замену «Лезвию бритвы». Вместе они ремонтируют и модифицируют транспортное средство, а после Джарин отправляется в испытательный полёт. Когда Дин возвращается на станцию, к нему приходит Феннек Шанд и от лица Бобы Фетта просит помощи в надвигающейся войне. Он соглашается, однако сперва собирается нанести визит Грогу.                                                                                            |                                                                                     |                     |                          |                 |
| 6 | «Глава 6: Из пустынь явился странник» «Chapter 6: From the Desert Comes a Stranger» | Дэйв Филони         | Джон Фавро и Дэйв Филони | 2 февраля 2022  |
| Кобб Вант, маршал вольного города Татуина (бывшего Мос-Пелго), сталкивается с Пайками, перевозящими спайс, и стреляет в них. Джарин прилетает на лесистую планету, чтобы навестить Грогу, его приветствуют R2-D2 и Асока Тано. Тано убеждает Джарина в том, что его присутствие может помешать обучению Грогу, поэтому тот улетает на Татуин, но перед этим просит Асоку передать малышу свой подарок — кольчугу из бескара. Мастер-джедай Люк Скайуокер начинает учить Грогу, своего первого падавана, пользоваться Силой. Скайуокер помогает юнлингу вспомнить свой дом, Храм Джедаев на Корусанте, где на его глазах многие Джедаи были убиты во время Приказа 66. Фетт и его союзники обсуждают нехватку солдат, и Джарин отправляется в Мос-Пелго с целью завербовать Ванта и его людей. Когда Джарин уходит, появляется нанятный Пайками охотник за головами Кэд Бэйн, чтобы провозгласить город нейтральной территорией. После недолгого противостояния, Бэйн стреляет в маршала и его помощника. Затем, двое Пайков взрывают «Убежище» в Мос-Эспа. Показав Грогу подарок от Мандалорца, Скайуокер предлагает ему выбор: взять кольчугу и завершить своё обучение, вернувшись к Мандалорцу или взять световой меч Йоды и учиться быть джедаем, однако он больше не увидит Мандалорца. |                                                                                     |                     |                          |                 |
| 7 | «Глава 7: Во имя чести» «Chapter 7: In the Name of Honor»                           | Роберт Родригес     | Джон Фавро               | 9 февраля 2022  |
| Войска Фетта патрулируют Мос-Эспа, а Бэйн и Пайки разрабатывают план битвы. В ангар Пели Мотто прилетает управляемый R2-D2 истребитель типа X, на борту которого находится Грогу в кольчуге из бескара. Бэйн и Пайки атакуют Фетта, Шанд и Джарина напротив руин кантины, в то время как другие криминальные дома, предавшие Фетта, нападают на его войска, расположенные в других районах города. Фетт и Джарин приказывают мажордому Шайза провести переговоры с Пайками. Отвлекая внимание противника, Мандалорец и криминальный лорд нападают, но оказываются окружены. К счастью, на помощь прибывают граждане Мос-Пелго и байкеры. Появляются боевые дроиды Пайков с защитным полем, которые движутся в сторону войска Фетта. Джарин, Грогу и ранкор Фетта уничтожают дроидов, но затем Бэйн отпугивает ранкора. Боба проигрывает дуэль на бластерах с Кэдом, однако выживает и убивает того своим посохом. С помощью Силы Грогу удаётся усмирить разбушевавшегося ранкора, и битва заканчивается. В Мос-Эйсли, Шанд убивает главаря Пайков, мэра и ещё троих криминальных авторитетов. Мос-Эспа благодарит Фетта за спасение, а Мандалорец и Грогу улетают с Татуина. В сцене после титров Вант восстанавливает силы в бакта-камере во дворце Фетта.                                  |                                                                                     |                     |                          |                 |

## Производство

### Предыстория
Гендиректор Disney Боб Айгер объявил о разработке нескольких самостоятельных спин-оффов из серии «Звёздные войны» в феврале 2013 года. Один из них, как сообщалось, был сосредоточен на охотнике за головами Бобе Фетте, и что его действие будет происходить либо между событиями фильмов «Новая надежда» (1977) и «Империя наносит ответный удар» (1980), либо «Империя наносит ответный удар» и «Возвращение джедая» (1983). Также сообщалось, что фильм будет исследовать других охотников за головами, увиденных в «Империя наносит ответный удар». В начале 2014 года Саймон Кинберг пришёл к режиссёру Джошу Транку с идеей снять фильм по «Звёздным войнам», и Транк предложил идею фильма о Бобе Фетте продюсерской компании «Звёздных войн», Lucasfilm; в июне того же года его наняли в качестве режиссёра. Транк должен был анонсировать фильм на фестивале Звёздных войн в Анахайме в апреле 2015 года, а также показать тизер проекта, но это было отменено в последнюю минуту после того, как Lucasfilm стало известно о проблемном производстве фильма Транка «Фантастическая четвёрка» (2015). В мае 2015 года Транк больше не работал над фильмом. По состоянию на август 2017 года Lucasfilm всё ещё рассматривала идею о фильме про Бобу Фетта. После финансового провала фильма «Хан Соло. Звёздные войны: Истории» (2018) компания Disney пересмотрела производство фильмов по «Звёздным войнам». К октябрю 2018 года фильм о Бобе Фетте больше не двигался вперёд, и вместо него Lucasfilm отдавала приоритет интернет-сериалу Disney+ «Мандалорец».
В феврале 2020 года Айгер сказал, что рассматриваются идеи о спин-оффах «Мандалорца», и что есть потенциал добавить в сериал больше персонажей с намерением дать им потом свой собственный сериал. В мае Темуэра Моррисон должен был появиться в роли Бобы Фетта во втором сезоне «Мандалорца». Моррисон исполнял роль отца Бобы, Джанго Фетта, в фильме «Звёздные войны. Эпизод II: Атака клонов» (2002), и он также озвучивал Бобу в других работах по «Звёздным войнам». Прежде чем участие Моррисона в «Мандалорце» было подтверждено, Фетт появился в эпизоде первого сезона, «Глава 5: Стрелок», вместе с персонажем Феннек Шанд, роль которой исполнила Минг-На Вен. Моррисон мельком появляется в премьерном эпизоде второго сезона, «Глава 9: Маршал», а затем полностью появляется в эпизоде «Глава 14: Трагедия» режиссёра Роберта Родригеса.

### Разработка
К началу ноября 2020 года считалось, что производство либо третьего сезона «Мандалорца», либо потенциального спин-оффа, посвящённого Бобе Фетту, должно было начаться позже в том же месяце или в начале декабря. Спин-офф про Бобу Фетта не был анонсирован президентом Lucasfilm Кэтлин Кеннеди на мероприятии Disney День инвестора 10 декабря, в то время как спин-оффы «Мандалорца», «Асока» и «Рейнджеры Новой Республики», были объявлены; Кеннеди сказала, что эти сериалы существуют в рамках временной линии «Мандалорца», и что они были спланированы, чтобы завершиться «кульминационным сюжетным событием». Кеннеди объявила, что премьера «следующей главы» истории «Мандалорца» состоится в декабре 2021 года.

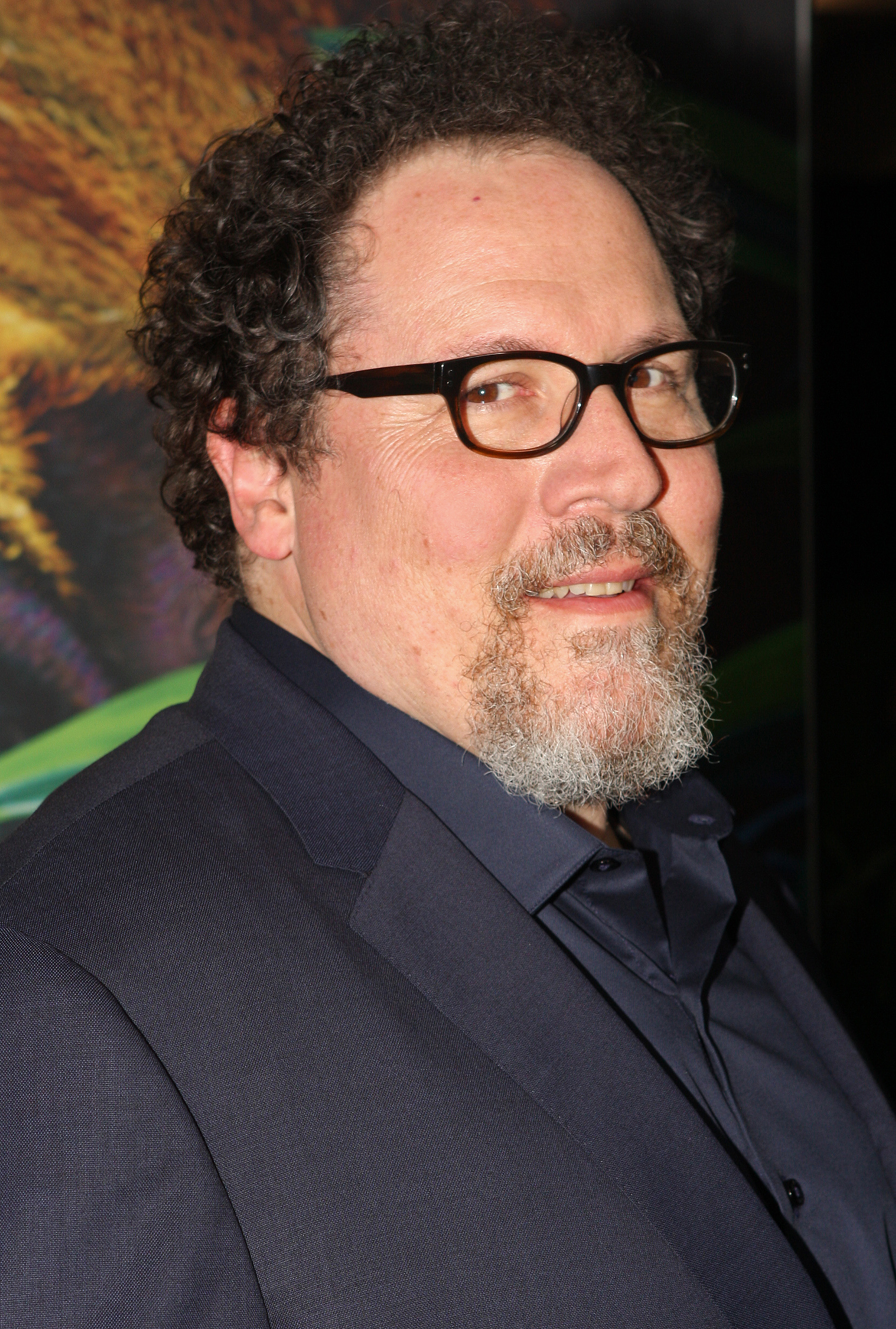
Джон Фавро, создатель и сценарист «Книги Бобы Фетта»

Финал второго сезона «Мандалорца», «Глава 16: Спасение», был выпущен в конце декабря 2020 года. В него входит «неожиданная сцена после титров», в которой становится известно, что «Книга Бобы Фетта» выйдет в декабре 2021 года. Это привело к некоторой путанице и предположениям среди комментаторов, которые полагали, что это был подзаголовок для третьего сезона «Мандалорца», и что «Мандалорец» переключит внимание со своего главного героя Дина Джарина на Бобу Фетта с третьего сезона. Джон Фавро, создатель и шоураннер «Мандалорца», вскоре пояснил, что «Книга Бобы Фетта» является самостоятельным сериалом, отдельным от третьего сезона «Мандалорца». Он объяснил, что Кеннеди не объявила о спин-оффе на Дне инвестора потому, что они не хотели «испортить сюрприз» об известии сериала в конце «Главы 16: Спасение». Он добавил, что производство спин-оффа уже началось. Исполнительными продюсерами сериала стали Фавро, Дэйв Филони и Родригес, причём Родригес снял несколько эпизодов сериала. Как и другие спин-оффы, «Книга Бобы Фетта» расположена в рамках временной линии «Мандалорца» и была описана как «2,5-й сезон „Мандалорца“». Производство относилось к каждому эпизоду «Книги Бобы Фетта» так, как будто это был третий сезон «Мандалорца»; например, первый эпизод назывался «301», а не типичный «101» для первого эпизода сериала. Сериал состоит из семи эпизодов.

### Подбор актёров
На кандидатуре Темуэра Моррисон настоял лично Джордж Лукас, которому понравилась его актёрская игра. Когда впервые сообщалось о производстве сериала, говорилось, что Софи Тэтчер присоединится к франшизе «Мандалорец», но не было известно, в каком сериале она появится. С официальным подтверждением сериала в декабре 2020 года также было подтверждено, что Темуэра Моррисон и Минг-На Вен вновь исполнят роли Бобы Фетта и Феннек Шанд из «Мандалорца» и других предыдущих работ по «Звёздным войнам». До объявления Вен предполагала, что её наняли в качестве исполнителя главной роли для третьего сезона «Мандалорца». Дженнифер Билз приняла участие в сериале в ноябре 2021 года, а в январе 2022 года было подтверждено, что Тэтчер появится в этом сериале. Также в сериале появляется Кррсантан, вуки-охотник за головами из серии комиксов «Звёздные войны» издательства Marvel Comics, сыгранный Кэри Джонсом. Ещё появляются некоторые персонажи из «Мандалорца», такие как Дин Джарин в исполнении Педро Паскаля, Оружейник в исполнении Эмили Суоллоу, Пели Мотто в исполнении Эми Седарис и Карсон Тева в исполнении Пола Сун-Хён Ли.

### Съёмки
Съемки сериала начались в конце ноября 2020 года на площадке с видеостеной StageCraft в Лос-Анджелесе, которая ранее использовалась для первых двух сезонов «Мандалорца». На съёмочной площадке соблюдались правила безопасности от COVID-19: члены съёмочной группы носили защитные маски вокруг актёров, проводилось быстрое тестирование на COVID-19 каждые три дня и обычное тестирование на вирус раз в неделю. После двух недель съёмок члены актёрского состава и съёмочной группы узнали, что они снимают «Книгу Бобы Фетта», а не третий сезон «Мандалорца». Родригес снял несколько эпизодов сериала, причём Фавро, Брайс Даллас Ховард, Филони, Стеф Грин и Кевин Танчароен также, как сообщается, выступили режиссёрами сериала. Дин Канди, Дэвид Клейн и Пол Хьюэн работали в качестве операторов в сериале. Съёмки завершились 8 июня 2021 года, и на звуковых площадках Лос-Анджелеса начали снимать «Оби-Вана Кеноби».

### Визуальные эффекты
Industrial Light & Magic предоставит визуальные эффекты для сериала.

### Музыка
К концу сентября 2021 года началась запись партитуры для «Книги Бобы Фетта», и для этого вернулся композитор «Мандалорца» Людвиг Йоранссон. Джозеф Ширли, который предоставил дополнительную музыку для «Мандалорца», также был вовлечён и, как ожидалось, был указан как композитор. Йоранссон указан как автор основных музыкальных тем для сериала, а Ширли указан как основной композитор сериала. Walt Disney Records выпустила основную тему Йоранссона для сериала в виде цифрового сингла 28 декабря 2021 года. Музыка Ширли выпускается в двух альбомах: музыка с «Главы 1» по «Главу 4» была выпущена 21 января 2022 года, а второй саундтрек — с «Главы 5» по «Глава 7» — 11 февраля.
Вся музыка написана Джозефом Ширли за исключением указанных случаев.
| №                   | Название                   | Артист              | Длительность |
| ------------------- | -------------------------- | ------------------- | ------------ |
| 1.                  | «Rebirth»                  |                     | 3:16         |
| 2.                  | «The Stranger»             |                     | 3:01         |
| 3.                  | «Normal Day at the Office» |                     | 2:41         |
| 4.                  | «Fear Is a Sure Bet»       |                     | 3:48         |
| 5.                  | «Desert Walk»              |                     | 3:00         |
| 6.                  | «Boba's Throne»            |                     | 3:45         |
| 7.                  | «The Twins»                |                     | 4:37         |
| 8.                  | «Stop That Train»          |                     | 4:06         |
| 9.                  | «Like a Bantha»            |                     | 2:02         |
| 10.                 | «The Ultimate Boon»        |                     | 5:07         |
| 11.                 | «Aliit Ori'shya Tal'din»   |                     | 6:12         |
| 12.                 | «Road Rage»                |                     | 4:56         |
| 13.                 | «The Mod Parlour»          |                     | 3:04         |
| 14.                 | «Fennec and Boba»          |                     | 2:08         |
| 15.                 | «You Fly, I'll Shoot»      |                     | 5:34         |
| 16.                 | «The Families of Mos Espa» |                     | 5:33         |
| 17.                 | «The Book of Boba Fett»    | Людвиг Йоранссон    | 2:55         |
| Общая длительность: | Общая длительность:        | Общая длительность: | 65:00        |

| №                   | Название                                                                   | Длительность |
| ------------------- | -------------------------------------------------------------------------- | ------------ |
| 1.                  | «The Underworld»                                                           | 3:19         |
| 2.                  | «A Cautionary Tale»                                                        | 3:12         |
| 3.                  | «Faster Than a Fathier»                                                    | 4:58         |
| 4.                  | «Maiden Voyage»                                                            | 1:20         |
| 5.                  | «It's a Family Affair»                                                     | 3:47         |
| 6.                  | «Life Lessons»                                                             | 3:56         |
| 7.                  | «A Gift»                                                                   | 2:46         |
| 8.                  | «Teacher's Pet»                                                            | 6:25         |
| 9.                  | «From the Desert Comes a Stranger»                                         | 2:19         |
| 10.                 | «Two Paths Diverged»                                                       | 2:50         |
| 11.                 | «In the Name of Honor»                                                     | 3:24         |
| 12.                 | «Battle for Mos Espa»                                                      | 2:30         |
| 13.                 | «A Town Besieged»                                                          | 6:46         |
| 14.                 | «Final Showdown»                                                           | 4:13         |
| 15.                 | «Goodnight»                                                                | 2:32         |
| 16.                 | «A Town at Peace»                                                          | 2:21         |
| 17.                 | «The Reign of Boba Fett»                                                   | 1:21         |
| 18.                 | «Hit It Max» ("The Book of Boba Fett: Vol. 1 (Chapters 1-4)" Bonus Track)  | 2:01         |
| 19.                 | «Train Heist» ("The Book of Boba Fett: Vol. 1 (Chapters 1-4)" Bonus Track) | 6:15         |
| 20.                 | «The Bonfire» ("The Book of Boba Fett: Vol. 1 (Chapters 1-4)" Bonus Track) | 1:41         |
| Общая длительность: | Общая длительность:                                                        | 68:00        |

## Релиз
Премьера сериала состоялась 29 декабря 2021 года на Disney+. Шоу состоит из семи эпизодов, которые выходили еженедельно до 9 февраля 2022 года.

## Реакция
| Графики недоступны из-за технических проблем. См. информацию на Фабрикаторе и на mediawiki.org. - «Книга Бобы Фетта» (2021–22): Процент положительных отзывов на сайте Rotten Tomatoes |

На сайте Rotten Tomatoes сериал имеет рейтинг 68 %, основанный на 199 отзывах, со средним рейтингом 7,15/10. Критический консенсус сайта гласит: «„Книга Бобы Фетта“ никак не могла сравниться с приключениями, которые существовали в воображении фанатов на протяжении десятилетий, но она зарабатывает свои комиссионные за впечатляющие декорации и командное присутствие Темуэры Моррисона». Metacritic дал сериалу среднюю оценку 59 из 100, на основе 19 критиков, что указывает на «смешанные или средние отзывы».
Дэниел Д’Аддарио из «Variety» высоко оценил повествование, визуальные эффекты и игру актёров. Дэвид Гроссман из Polygon сказал, что первый эпизод показал «отчаянную сторону „Звёздных войн“». Мэгги Ловитт из Collider выразила мнение, что второй эпизод «стал одним из лучших и наиболее тематически насыщенных эпизодов телевидения от „Звёздных войн“ на сегодняшний день». Ханна Флинт из IGN заявила, что без Моррисона, изображающего Бобу Фетта, шоу могло бы быть полным провалом, заявив, что «прямолинейный, гуманный антигерой Моррисона заставляет вас привязываться к истории Бобы».
Ник Вансерски из The A.V. Club сказал, что сцена ограбления поезда была «великолепной», в то время как Рохан Нахаар из «The Indian Express» раскритиковал её. Флинт заявила, что решение убить таскенов было «очевидным и ленивым». Банду киборгов негативно сравнивали с Могучими рейнджерами, и их сцена преследования тви’лека-мажордома подверглась критике.

## Комментарии
1. ↑  В титрах указаны Тамара Кларксон-Вудард, Питер Кларк, Доун Дининджер, Тревор Хенсли, Хиросима Икеучи, Майк Мэнзел, Джейсон Мэттьюс и Джон Розенгрант.
2. ↑  Как показано в фильме «Звёздные войны. Эпизод VI: Возвращение джедая» (1983).
3. 1 2  Как показано в сериале «Мандалорец» в серии «Глава 16: Спасение» (2020).
4. ↑  Как показано в сериале «Мандалорец» в серии «Глава 5: Стрелок» (2019).